# БМК-130МЛ
БМК-130МЛ - буксирно-моторный катер 

Буксирно-моторный катер БМК-130МЛ предназначен для буксировки паромов при устройстве мостовых и паромных переправ, переноса моста на другой створ, забрасывания якорей, для разведки реки и выполнения различных задач при оборудовании и содержании переправ.

Катер входит в состав парка ПМП (ПМП-М).

## Техническое описание
На катере установлен двухтактный однорядный судовой двигатель ЯАЗ-204А-ср-2,5.
Технические характеристики
- максимальная осадка – 0,622 м;
- водоизмещение – 3,77 т;
- максимальная скорость – 19,5 км/ч;
- время спуска катера на воду – 3-4 мин;
- время подъёма катера из воды – 4-6 мин;
- экипаж – 2 чел;
- переправляемый десант – 18-20 человек.